# 岡山市半田山植物園
岡山市半田山植物園（おかやましはんだやましょくぶつえん、英: Handayama Botanical Garden）は、岡山県岡山市北区にある植物園。
岡山市街を一望出来る半田山の丘陵地に、岡山市民に対る、植物観賞、レクリエーション、憩いの場として1964年（昭和39年）5月に開園。11万㎡の園内、3200種、15万本の植物が四季を通じて咲くように企画されている一方、頂上付近には貴重な文化財でもある一本松古墳、中腹には明治時代に作られた配水池などもある。

## 沿革

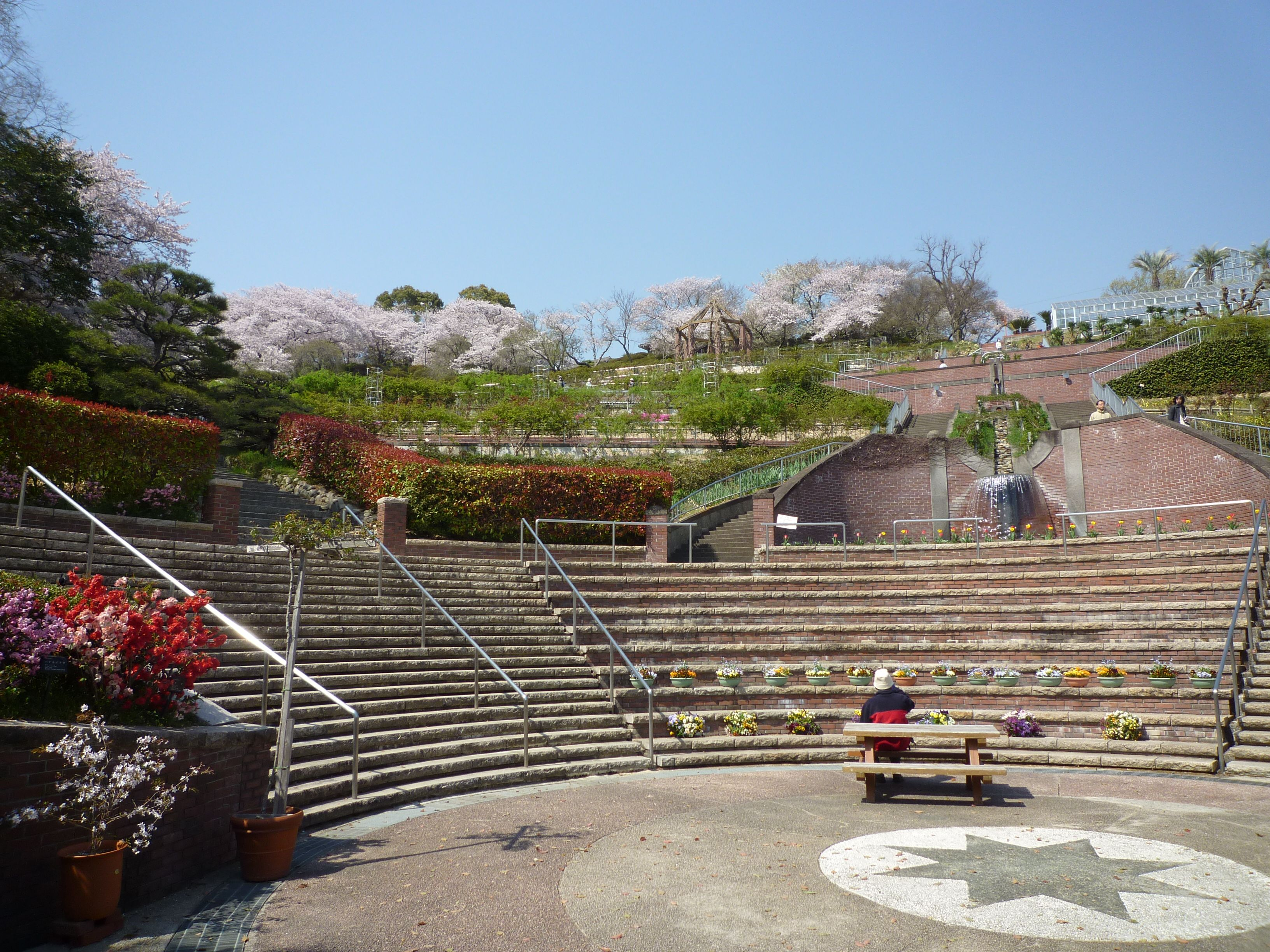
植物園入口から望む

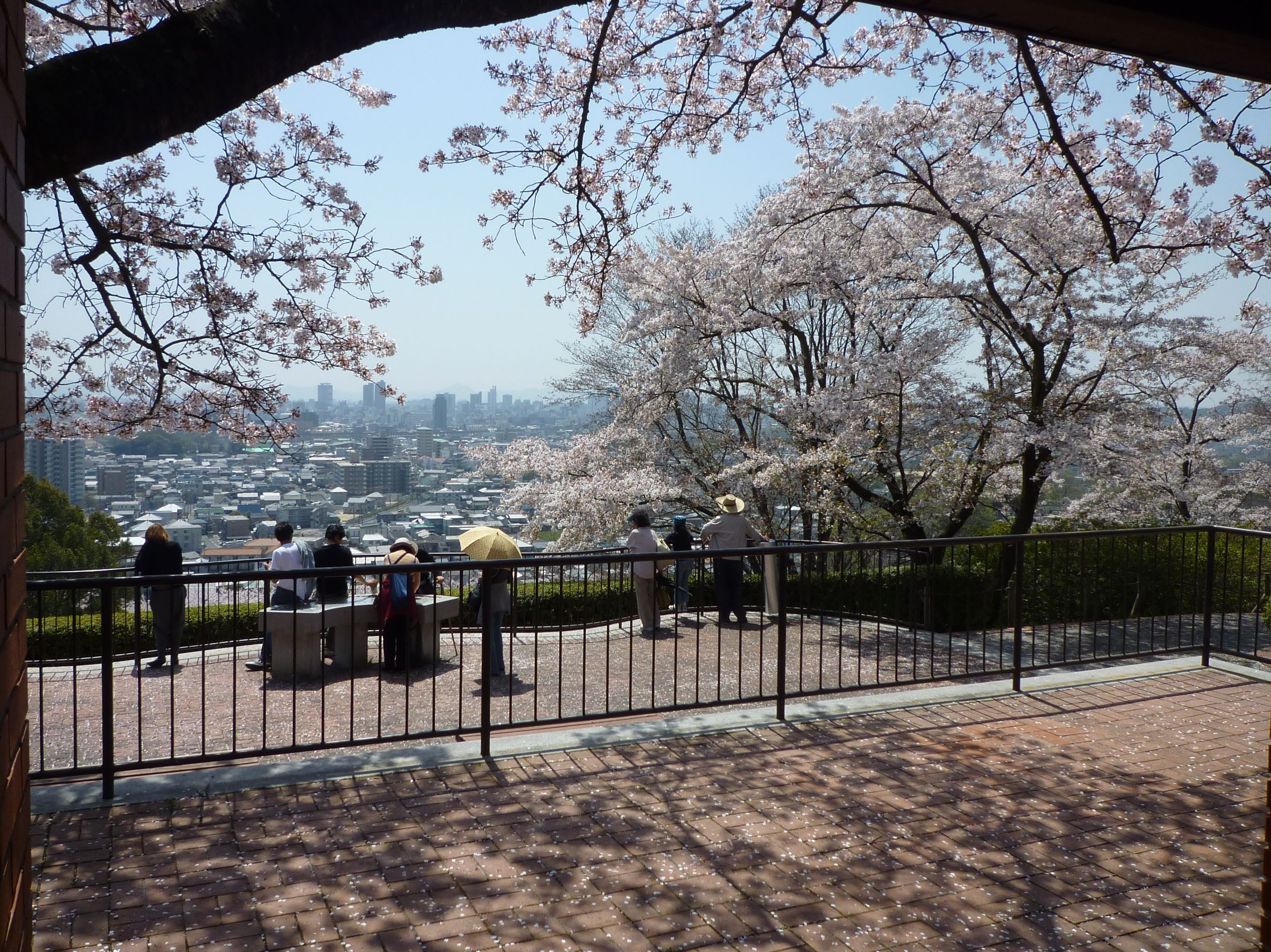
展望テラスから岡山市街を望む

- 1953年4月 - 水道局配水池用地を利用しての植物園造成事業がスタート。
- 1954年5月 - 社団法人日本植物園協会正会員となる。
- 1956年10月 - 京都大学造園学教室が現地調査のうえ植物園マスタープランを作成。
- 1957年11月 - 第1号木造無加温温室築造。
- 1958年
  - 9月 - 京都大学園芸場から砂漠植物、熱帯植物導入。
  - 10月 - 第2号石炭ボイラー式温室築造。
- 1959年3月 - モミジ園造成。
- 1960年9月 - ツバキ園、サザンカ園造成。
- 1961年
  - 4月 - 園報第1号発行。
  - 7月 - 竹笹園造成。
  - 10月 -バラ園基礎造成完了。
- 1962年6月 - 日本植物園協会第17回総会を開催。
- 1964年
  - 5月 - 岡山市水道局経営の「岡山市半田山植物園」として、無料公開。
  - 10月 - 岡山市半田山植物園条例を制定。
  - 11月 - 有料入園制となる（大人40円、小人20円）。
- 1967年10月 - 第3号木造無加温温室築造。
- 1972年3月 - サニーガーデン完成。
- 1973年10月 - 入園料改定。（大人100円、小人50円）
- 1974年5月 - 第1号温室改築（総アルミ製）。砂漠植物温室として公開。
- 1978年3月 - ボタン・シャクヤク園造成。
- 1979年10月 - 入園料改定。（大人150円、小人70円）
- 1981年4月 - 第3号温室改築（無加温総アルミ製）砂漠植物温室として公開。
- 1986年4月 - 入園料改定。（大人200円、小人70円）
- 1988年4月 - 岡山市の友好都市中国洛陽市から洛陽牡丹30種1,000本の寄贈を受ける。
- 1990年
  - 4月 - 都市緑化植物園として10年計画で再整備事業に着手。
  - 5月 - 洛陽牡丹園をオープンし、牡丹仙女像を除幕。
- 1993年
  - 4月 - 半田山植物園会館および事務所棟を完成。
  - 5月 - 「緑の相談室」オープン。
- 1997年12月 - 「西の谷」区域にロックガーデン、ハーブ園、アジサイ園、花壇、研究園の整備が完了。
- 1998年
  - 3月 - 中国洛陽市との友好都市縁組締結15周年記念を契機にボタン園の拡張工事完了。
  - 5月 - 中国洛陽市と友好都市縁組締結15周年記念の石碑（15枚）設置と除幕式。
- 2000年4月 - 入園料改定。（大人300円、小人120円）
- 2002年4月 - ボランティア制度の導入。
- 2004年12月 - 配水地・旧事務所・量水室が「登録有形文化財」に登録される。
- 2005年3月 - 温室改装。（アナナス室・ドーム室）
- 2009年3月 - 第26回全国都市緑化おかやまフェアー協賛会場。（3月20日〜5月24日）
- 2014年3月 - 博物館相当施設に指定。
  - 4月 - 入園料（大人308円、小人124円）・駐車料（大型乗用自動車820円）改定。
  - 5月 - 開園50周年記念イベントを実施(5月～10月)。

## 利用案内
- 開園時間 - 9時-16時30分（入園は16時まで）
- 休園日 - 年末年始(12/29-31,1/1-3)、毎週火曜日、ただし火曜日が国民の祝日と重なった場合は、その翌日。
- 臨時休園 - 天候その他の都合で時間の伸縮または休園の場合あり。

- 入園料
  - 大人（15歳以上） 308円
  - 団体（大人）（30名以上） 247円
  - 年間パスポート（大人）1234円
  - 小人（6歳〜14歳）124円
  - 団体（小人）（30名以上）103円
  - 年間パスポート（小人）494円

- 駐車料金（1日1回につき）
  - 普通自動車 300円
  - 大型乗用自動車 820円

## 見所・イベント

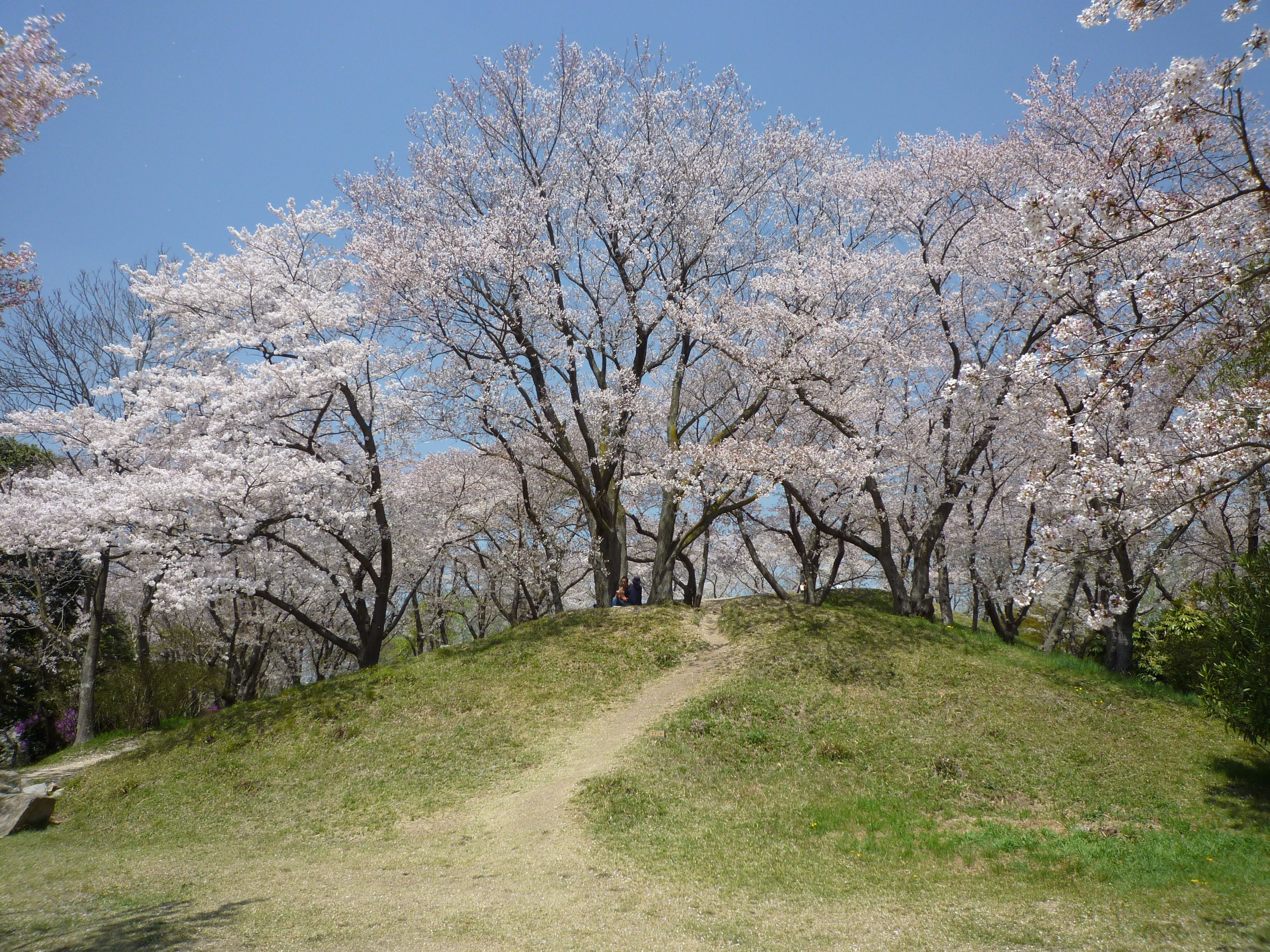
一本松古墳

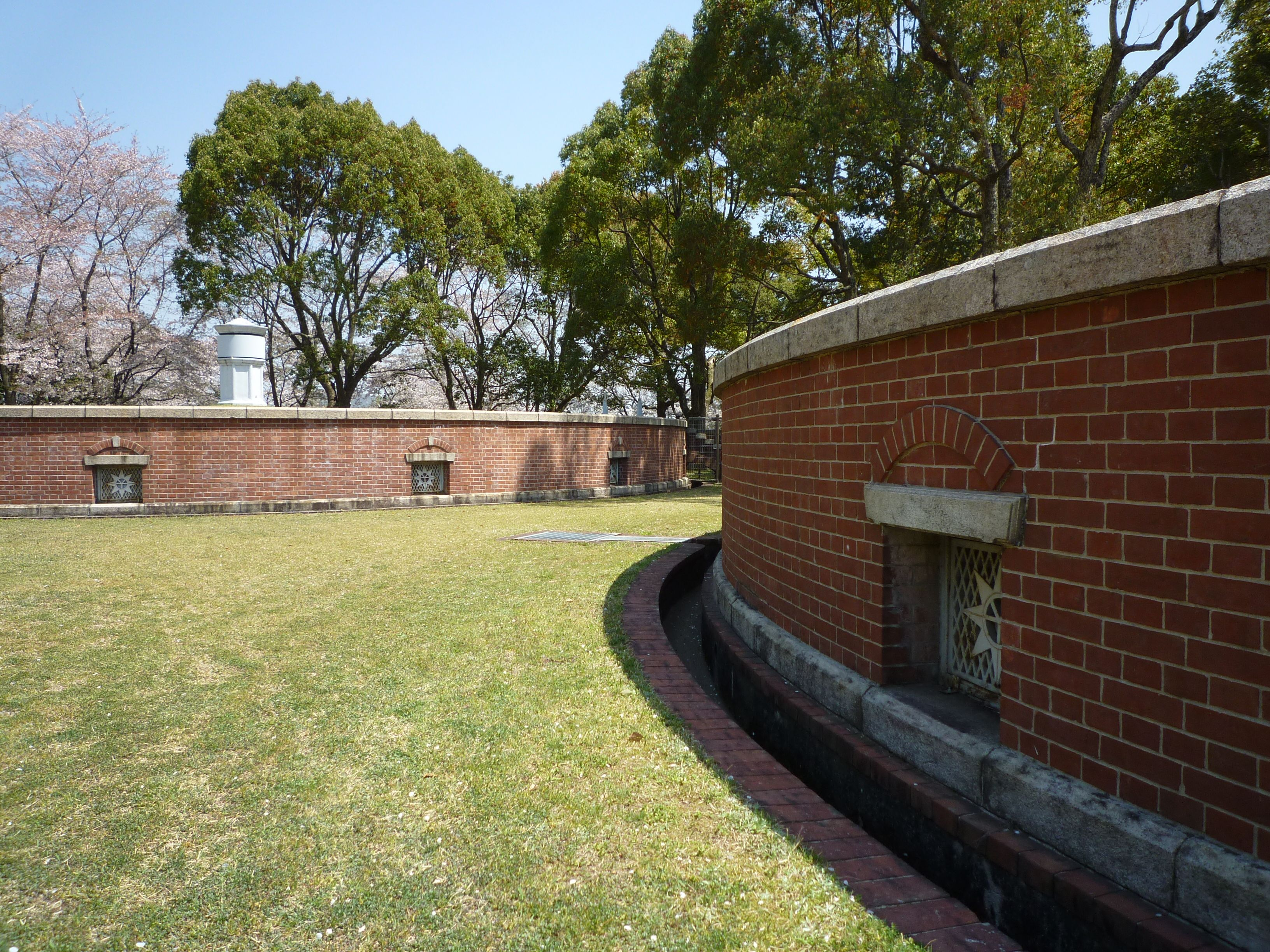
半田山配水池

### 史跡
園内最高所には、一本松古墳と呼ばれる古墳時代中期（5世紀後半）に築造された、全長65mの前方後円墳がある。後円部径は43m。竪穴式石室を有していたが、第二次世界大戦中に高射砲陣地として使用され、石室に穴があけられている。鉄槍や一部に金を貼った冑、鉄を鍛えるのに用いられた金槌やヤットコなどが副葬品として発掘されている。現在は東京国立博物館に収蔵されている。

### 文化財
2004年（平成16年）12月10日、岡山市水道事業関連施設が文化審議会で国の登録有形文化財への指定が決まった。岡山市水道事業関連施設は全部で20件あるが、そのうち半田山植物園内には下記の6件である。
半田山配水池 一号配水池、半田山配水池 二号配水池、半田山配水池 三号配水池
1号〜3号の円形配水池は同じ構造であり、1号、2号が創設時（1905年（明治38年））、3号が第1期拡張工事（1919年（大正8年））の建築である。直径20.65m、深さ4.5m、容量1170m3。現在も稼働している。全国的に類例の少ない円形配水池。
半田山配水池 創建量水室、半田山配水池 増設量水室
六角形煉瓦積みの小規模な建物。もとは内部にベンチュリー式量水器を設置。基礎や入り口、その上のベディメント、円形の小窓には花崗岩を使用。1905年（明治38年）。西側のものは1939年（昭和14年）に増設された六角形鉄筋コンクリート造りの量水室。外側のタイルを煉瓦積み風とするなど。1905年（明治38年）の量水室に似せたデザインとしている。
半田山配水池 旧事務所
木造平屋建、寄棟造、桟瓦葺きの建物。腰縦板張、その上部を下見板張りとする。花崗岩の基礎、軒に瓔珞飾を付ける。窓のデザインは三野浄水場旧送水ポンプ室・動力室の窓に類似。床下換気口の金物は配水池の窓と同様の岡山市章をあしらったデザインとなっている。背後の便所等は撤去され約38m2を残すのみ。現在は倉庫などとして使われる。

### イベント
- 桜まつり
毎年、3月下旬〜4月中旬の桜の開花に合わせて開催しており、期間中10日間は夜間開園を実施している。1977年4月から夜桜開園として開始し、途中中断した時期もあったが、現在も続いているイベントである。

## アクセス
- 鉄道
  - JR津山線 法界院駅徒歩約15分
- バス
  - JR岡山駅から岡電バス（植物園・三野公園行き）植物園口または水源地降車徒歩5分
  - JR岡山駅から岡電バス（理大東門行き）植物園前降車徒歩1分
  - JR岡山駅から宇野バス（北方面行き）植物園口または水源地降車徒歩5分
- 自家用車
  - JR岡山駅から約10分
  - 山陽自動車道岡山ICから約15分